# Batalla de Shigeno
La batalla de Shigeno, se libró en los meses finales de 1614, es un elemento más del asedio de Osaka, una serie de intentos del shogunato Tokugawa de sofocar la última resistencia contra su poder, el clan Toyotomi.

## Historia
Cinco mil hombres fieles a Tokugawa, liderados por Uesugi Kagekatsu, se enfrentaron a 2.000 hombres leales a Toyotomi en un lugar llamado Shigeno, al otro lado del río Kizu, en el lado opuesto a donde tuvo lugar la batalla de Imafuku, ocurrida unas semanas antes. Las fuerzas de Tokugawa recibieron refuerzos de Niwa Nagashige y Horio Tadatoki e incluían un pequeño número de arcabuceros. Traían órdenes del shōgun, Tokugawa Ieyasu, de que Uesugi Kagekatsu debía retirarse de la batalla y tomarse un descanso; Kagekatsu insistió en que eso era una afrenta a su honor, ya que la tradición de Uesugi no le permitía retirarse de una batalla en curso.